# Ковтун Павло Михайлович
Павло Михайлович Ковтун (нар. 8 серпня 1937 с. Сидорівка, Курської області  - пом. 25 листопада 2014, Суми) — український художник, член Національної спілки художників України (1994).

## Життєпис

### Родина
Народився в селянській українській родині. Батько  — Михайло Миронович, конюх і мати  — Катерина Дем'янівна. Пристрасть до малювання передалася від батька. Як згадує Павло Михайлович:
| Батько дуже вправним художником був, художньої освіти ніякої не мав. Якось в конюшні вугіллям на стіні намалював коня, усе село приходило дивитися. |
Михайло Миронович загинув під Ленінградом у Другій світовій війні в 1943.
З приходом нової німецької адміністрації родина переїздить до Кемеровської області в селище Кисилівка.

### Переїзд до України
За словами Павла Михайловича про переїзд до України наполягали старші сестри. Родина повернулася невдало, саме на період післявоєнного голодомору 1947-го.
Поселилися в Угроїдах Сумської області. Як свідчить Павло Михайлович:
| Майно все «проїли» вимінявши на квасолю, тим і врятувалися. |

### Навчання
По закінченню школи в Угроїдах поїхав до Харкова, де навчався в художньому училищі (1953—1958). Вчителі з фаху: М. Сліпченко, І. Стаханов, П. Шигимага.

### Робота
З 1959 року жив в Сумах. Працював в галузі станкового живопису. Автор портретів, пейзажів, натюрмортів
Зображувальними засобами тяжів до так званого «суворого стилю» — напрямку, поширеному в мистецтві 1960-х років.
Значне місце в творчості художника займав образ Т. Г. Шевченка: картини «На Вкраїну ідіть, діти…» (1970—1980 рр.), «Обніміться, брати мої» (2010), «Т. Г. Шевченко — факел» (2010) та інші.
Єдиний із сумських художників послідовно ій невпинно працював над дитячими образами: «Мрійники» (1961), «Допитливі» (1973). Переживши лихоліття воєнного часу, митець присвятив багато творів дітям війни: «Колискова» (1985), «З війни» (2003). Розповів про материнський подвиг О. Деревської на полотні «Роменська Мадонна» (1984).
Написав портрети багатьох видатних уродженців Сумщини; «Чемпіон А. Шапаренко», «В. Голубничий» (обидві — 1983), «Доярка Н. Хоменко» (1985) та ін.
Твори художника зберігаються у Дирекції виставок Спілки художників України, Сумському, Чернігівському, Лебединському художніх музеях.

### Виставки
Роботи Павла Ковтуна виставлялися на міжнародних виставках зокрема в Болгарії, Росії.
- Республіканська художня виставка Київ, 1961.
- Республіканська художня виставка «На варті Батьківщини». Київ, 1973.
- Республіканська художня виставка присвячена 100-річчю з дня народження Ф. Е. Дзержинського, Київ, 1977.
- Республіканська художня виставка, присвячена 60-річчю ВЛКСМ. Київ, 1978.
- Республіканська художня виставка до 110 річчя з дня народження В. І. Леніна. Київ, 1980.
- Художня виставка Сумської області. Болгарія, Враца, 1980.
- Четверта республіканська художня виставка «Всегда начеку», присвячена 65-річчю радянської міліції. Київ, 1982.
- Художня виставка «Сумы — годы, события, люди». Москва — Київ — Харків — Суми, 1983.
- Республіканська художня виставка «На страже завоеваний социализма». Київ, 1993.
- Республіканська художня виставка «Фізкультура і спорт». Київ, 1983.
- Республіканська художня виставка «Земля і люди». Київ, 1984.
- Республіканська художня виставка «40 років звільнення Радянської України», Київ, 1984.
- Республіканська художня виставка, присвячена XXVII з'їзду КПРС XXVII з'їзду КП України. Київ, 1985.
- Республіканська художня виставка «Завжди напоготові». Київ, 1987.
- Республіканська художня виставка присвячена 175-річчю з дня народження Т. Г. Шевченка. Київ, 1980.